# أليسون ميشالكا
أليسون ميشالكا (بالإنجليزية: Aly Michalka) مواليد 25 مارس 1989 في كاليفورنيا، الولايات المتحدة، هي ممثلة أمريكية بدأت مسيرتها الفنية عام 2004.

## الأعمال

### أفلام
- ايزي ايه
- البالغون 2

## روابط خارجية
- أليسون ميشالكا على موقع IMDb (الإنجليزية)
- أليسون ميشالكا على موقع ميتاكريتيك (الإنجليزية)
- أليسون ميشالكا على موقع روتن توميتوز (الإنجليزية)
- أليسون ميشالكا على موقع قاعدة بيانات الأفلام العربية
- أليسون ميشالكا على موقع ألو سيني (الفرنسية)
- أليسون ميشالكا على موقع ميوزك برينز (الإنجليزية)
- أليسون ميشالكا على موقع تيرنر كلاسيك موفيز (الإنجليزية)
- أليسون ميشالكا على موقع أول موفي (الإنجليزية)
- أليسون ميشالكا على موقع بوكس أوفيس موجو (الإنجليزية)
- أليسون ميشالكا على موقع قاعدة بيانات الأفلام السويدية (السويدية)